# Pachychernes subgracilis
Pachychernes subgracilis es una especie de arácnido  del orden Pseudoscorpionida de la familia Chernetidae.

## Distribución geográfica
Se encuentra en Brasil.